# アナンダ・ミコラ
アナンダ・ミコラ ( Ananda Mikola 1980年4月27日-)は インドネシアのレーシングドライバー。ジャカルタ出身。

## レース経歴
- 1993年インドネシアにおけるグループNチャンピオン
- 1994年インドネシアにおけるグループNチャンピオン、 インドネシアのカーティング チャンピオン
- 1995年、インドネシアにおけるグループNチャンピオン
- 1996年 式アジア チャンピオン
- 1997年10イタリア 式3
- 1998年5イタリア 式3
- 1999年 にイタリア式3000
- 2000年 国際式3000
- 2001年 国際式30005FIA中央ヨーロッパ 式3
- 2003年 の世界シリーズ灯
- 2004年:部 アジアF3 季3勝をあらか4います。
- 2005年 アジア式の3 チャンピオン A1チームはインドネシア
- 2006年3式でアジアV6ルノー
- 2007年8Speedcarシリーズ
- 2012年Superstarsシリーズ（継続中）